# Barreirinha
Barreirinha é um município brasileiro no interior do estado do Amazonas, Região Norte do país. Pertencente à Região Geográfica Intermediária de Parintins e Região Geográfica Imediata de Parintins, localiza-se a leste de Manaus, capital do estado, distando desta cerca de 331 quilômetros.
Ocupa uma área de 5 750,534 km² e sua população, estimada pelo IBGE em 2021, era de 32 919 habitantes, sendo assim o vigésimo quarto município mais populoso do estado do Amazonas e o terceiro de sua microrregião.

## Economia
|                                                                              |        |
| \| Serviços \| 66 % \| \| Agropecuária \| 24,9 % \| \| Indústria \| 9,1 % \| |        |
| Serviços                                                                     | 66 %   |
| Agropecuária                                                                 | 24,9 % |
| Indústria                                                                    | 9,1 %  |

### Setor primário
Agricultura
Destaca-se no plantio de mandioca, vindo a seguir abacaxi, arroz, batata-doce, cana-de-açúcar, feijão, fumo, juta, malva, melancia, melão e tomate, além das culturas permanentes como abacate, cacau e laranja, entre outras.
Pecuária
É bastante significativa para a formação econômica do setor primário. Concentra-se principalmente a criação de bovinos e suínos, como na produção de carne e leite destinados ao consumo local e à exportação para outras localidades.
Pesca
É praticada em moldes artesanais para o consumo local. Não é representativo para a formação econômica do setor.
Avicultura e extrativismo vegetal
A criação é de característica doméstica e de subsistência. Não gera renda e nem concorre para a formação econômica do setor.
O extrativismo vegetal atua com peso relativo pequeno para a formação do setor primário, é representado pela exploração de castanha, madeira e camaru.

### Setor secundário
Indústria
- Usina de beneficiamento de arroz.
- Fábrica de brinquedos de madeira (UNIBRIMA), olaria, marcenarias e padarias.

### Setor terciário
- Comércio: varejista e atacadistas.
- Serviços: hotel e pensões.

## Infraestrutura

### Saúde
O município possuía, em 2009, 6 estabelecimentos de saúde, sendo todos estes públicos municipais ou estaduais, entre hospitais, pronto-socorros, postos de saúde e serviços odontológicos. Neles havia 9 leitos para internação. Em 2014, 98,65% das crianças menores de 1 ano de idade estavam com a carteira de vacinação em dia. O índice de mortalidade infantil entre crianças menores de 5 anos, em 2016, foi de 27,16 indicando um aumento em comparação a 1996, quando o índice foi de 6,16 óbitos a cada mil nascidos vivos. Entre crianças menores de 1 ano de idade, a taxa de mortalidade aumentou de 6,62 (1996) para 19,75 a cada mil nascidos vivos, totalizando, em números absolutos, 229 óbitos nesta faixa etária entre 1995 e 2016. No mesmo ano, 32,10% das crianças que nasceram no município eram de mães adolescentes. Conforme dados do Sistema Único de Saúde (SUS), órgão do Ministério da Saúde, a taxa de mortalidade devido a acidentes de transportes terrestres registrou 9,64 óbitos, em 2016, representando um aumento se comparado com 1996, quando não se registrou nenhum óbito neste indicador. Ainda conforme o SUS, baseado em pesquisa promovida pelo Sistema de Informações Hospitalares do DATASUS, houve 6 internações hospitalares relacionadas ao uso abusivo de bebidas alcoólicas e outras drogas, entre 2008 e 2017.
A taxa de mortalidade infantil média na cidade é de 28.26 para 1.000 nascidos vivos, sendo o oitavo pior resultado entre os municípios do estado do Amazonas. Em 2016, 62,50% das mortes de crianças com menos de um ano de idade foram em bebês com menos de sete dias de vida. Óbitos ocorridos em crianças entre 7 e 27 dias de vida foram 6,25% dos registros. Outros 31,25% dos óbitos foram em crianças entre 28 dias e um ano de vida. No referido período, houve 15 registros de mortalidade materna, que é quando a gestante entra em óbito por complicações decorrentes da gravidez. O Ministério da Saúde estima que 90,90% das mortes que ocorreram em 2016, entre menores de um ano de idade, poderiam ter sido evitadas, especialmente pela adequada atenção à saúde da gestante, bem como por uma adequada atenção à saúde do recém-nascido. Cerca de 98,4% das crianças menores de 2 anos de idade foram pesadas pelo Programa Saúde da Família em 2014, sendo que 0,6% delas estavam desnutridas.
Até 2009, Barreirinha possuía estabelecimentos de saúde especializados em clínica médica, obstetrícia e pediatria, e nenhum estabelecimento de saúde com especialização em psiquiatria, traumato-ortopedia e cirurgia bucomaxilofacial. Dos estabelecimentos de saúde, apenas 1 deles era com internação. Até 2016, havia 26 registros de casos de HIV/AIDS, tendo uma taxa de incidência, em 2016, era de 22,50 casos a cada 100 mil habitantes, e a mortalidade, em 2016, 0 óbitos a cada 100 mil habitantes. Entre 2001 e 2012 houve 45 casos de doenças transmitidas por mosquitos e insetos, sendo a principal delas a leishmaniose e a dengue.

## Subdivisões

### Distritos
| Distrito            | População |
| ------------------- | --------- |
| Ariaú               | 5438      |
| Barreirinha         | 10606     |
| Cametá              | 3163      |
| Freguesia do Andirá | 4162      |
| Pedras              | 3986      |

## Cultura e sociedade

### Festas populares
- Festival Folclórico (26 e 27 de julho)
- Festa da Padroeira Nossa Senhora do Bom Socorro (05 à 15 de agosto).
- Exposição Agropecuária de Barreirinha – EXPOBAE (25.10 à 30.10)

### Atrações turísticas
O belo rio Andirá, de águas esverdeadas, às vezes mansas, ora revoltas, que banham lindas praias de areias alvas.

### Ilustres
- Thiago de Mello,  poeta
- Gaudêncio Thiago de Mello, músico